# Mario Golf (computerspelserie)
Mario Golf is een computerspelserie ontwikkeld door Camelot Software Planning en uitgebracht door Nintendo. De serie met sportspellen startte met twee titels, één op de Nintendo 64 en een voor de Game Boy Color. Ook in 2004 verscheen er gelijktijdig zowel een titel voor de spelconsole als voor de handheld.

## Serie
| Jaar | Titel                      | Platforms        |
| ---- | -------------------------- | ---------------- |
| 1999 | Mario Golf                 | Nintendo 64      |
| 1999 | Mario Golf                 | Game Boy Color   |
| 2004 | Mario Golf: Toadstool Tour | GameCube         |
| 2004 | Mario Golf: Advance Tour   | Game Boy Advance |
| 2013 | Mario Golf: World Tour     | 3DS              |
| 2021 | Mario Golf: Super Rush     | Switch           |

Mario Golf is het eerste deel uit de gelijknamige serie en werd uitgebracht voor de Nintendo 64 in 1999. Het spel telt veertien spelfiguren waarvan men er enkele eerst moet vrijspelen. Dankzij het Transfer Pak van de Nintendo 64 kan de speler vier extra personages overhalen via de Game Boy Color-versie van Mario Golf.

## Personages

### Hoofdpersonages
| Spelfiguur        | Mario Golf (N64) | Mario Golf (GBC) | Toadstool Tour | Advance Tour | World Tour | Super Rush |
| ----------------- | ---------------- | ---------------- | -------------- | ------------ | ---------- | ---------- |
| Mario             | Ja               | Ja               | Ja             | Ja           | Ja         | Ja         |
| Luigi             | Ja               | Ja               | Ja             | Ja           | Ja         | Ja         |
| Peach             | Ja               |                  | Ja             | Ja           | Ja         | Ja         |
| Yoshi             | Ja               |                  | Ja             | Ja           |            | Ja         |
| King Bowser Koopa | Ja               |                  | Ja             | Ja           | Ja         | Ja         |
| Wario             | Ja               | Ja               | Ja             | Ja           | Ja         | Ja         |
| Donkey Kong       | Ja               |                  | Ja             | Ja           | Ja         | Ja         |
| Metal Mario       | Ja               |                  |                |              |            |            |
| Baby Mario        | Ja               |                  |                |              |            |            |
| Daisy             |                  |                  | Ja             |              |            | Ja         |
| Koopa Troopa      |                  |                  | Ja             |              |            |            |
| Birdo             |                  |                  | Ja             |              |            |            |
| Diddy Kong        |                  |                  | Ja             |              |            |            |
| Waluigi           |                  |                  | Ja             | Ja           | Ja         | Ja         |
| Bowser Jr.        |                  |                  | Ja             |              |            | Ja         |
| Boo               |                  |                  | Ja             |              |            | Ja         |
| Shadow Mario      |                  |                  | Ja             |              |            |            |
| Petey Piranha     |                  |                  | Ja             |              |            |            |
| Toad              |                  |                  |                |              |            | Ja         |
| Rosalina          |                  |                  |                |              |            | Ja         |
| Pauline           |                  |                  |                |              |            | Ja         |
| King Bob-omb      |                  |                  |                |              |            | Ja         |
| Chargin' Chuck    |                  |                  |                |              |            | Ja         |

## Verbindmogelijkheden
De Nintendo 64 en de Game Boy Color-versie kunnen contact leggen door middel van een Transfer Pak en de Nintendo GameCube en Game Boy Advance kunnen hetzelfde doen door middel van de Nintendo GameCube-Game Boy Advance cable. Spelers kunnen personages ('characters') en informatie laden in het andere spel.